# Лусаїл
Луса́їл (араб. لوسيل) — друге найбільше місто Катару, розташоване на узбережжі Перської затоки в північній частині муніципалітету Ад-Даїян. Місто розташоване за 23 км на північ від Дохи на північному березі лагуни Вест-Бей на території площею 35 км², його населення становить бл. 200 тис. осіб. 
Місто було засновано в 2006 році. За планом, у місті будуть причали, житлові райони, острівні курорти, торгові райони і місця для проведення дозвілля (зокрема два поля для гольфу, зоопарк із жирафами і розважальний район). Будівництво досі триває. Плани уклала державна компанія Qatari Diar Real Estate Investment Company, а також Parsons Corporation.

## Спорт
Стадіон «Лусаїл айконик стейдіум» (англ. Lusail Iconic Stadium) місткістю понад 80 000 осіб прийме перший і фінальний матчі Чемпіонату світу з футболу 2022 року.